# پیروزی در انتبه
پیروزی در انتبه (انگلیسی: Victory at Entebbe) یک فیلم تلویزیونی به کارگردانی ماروین جی. چومسکی محصول سال ۱۹۷۶ میلادی است که از شبکه ای‌بی‌سی پخش شده‌است. این فیلم براساس عملیات انتبه ساخته شده است.

## بازیگران
- هلموت برگر
- لیندا بلر
- کرک داگلاس
- ریچارد درایفس
- هلن هیز
- آنتونی هاپکینز
- برت لنکستر
- الیزابت تیلور